# Piers Copeland
Piers Copeland (* 26. November 1998) ist ein britischer Leichtathlet, der sich auf die Mittelstreckenläufe spezialisiert hat.

## Sportliche Laufbahn
Piers Copeland stammt aus der südenglischen Grafschaft Dorset und tritt seit 2015 in Wettkämpfen über die Mittelstreckendistanzen an. Damals belegte er den achten Platz über 800 Meter im Finale der Britischen U17-Meisterschaften. 2017 zog er über 1500 Meter in das Finale der Britischen Hallenmeisterschaften ein, das er auf dem sechsten Platz beendete. 2018 steigerte er seine Bestzeit im 1500-Meter-Lauf auf 3:43,23 min. 2019 gewann Copeland die Bronzemedaille über 1500 Meter bei den Britischen Hallenmeisterschaften. Anfang Juni steigerte er sich in Rehlingen auf 3:39,50 min und nahm im Juli an den U23-Europameisterschaften in Gävle teil, bei denen er die Silbermedaille gewinnen konnte. Nachdem er 2020 Bronze über 800 Meter bei den nationalen Hallenmeisterschaften gewinnen konnte, lief er 2021 im Februar eine Zeit von 3:38,55 min und stellte damit nach 17 Jahren einen neuen walisischen Hallenrekord über 1500 Meter auf. Anfang März nahm er schließlich bei den Halleneuropameisterschaften im polnischen Toruń erstmals an internationalen Meisterschaften im Erwachsenenbereich teil und konnte auf Anhieb in das Finale einziehen, das er auf dem fünften Platz beendete.

## Wichtige Wettbewerbe
| Jahr                               | Veranstaltung                      | Ort                                | Platz                              | Disziplin                          | Zeit                               |
| Startet für Vereinigtes Königreich | Startet für Vereinigtes Königreich | Startet für Vereinigtes Königreich | Startet für Vereinigtes Königreich | Startet für Vereinigtes Königreich | Startet für Vereinigtes Königreich |
| ---------------------------------- | ---------------------------------- | ---------------------------------- | ---------------------------------- | ---------------------------------- | ---------------------------------- |
| 2019                               | U23-Europameisterschaften          | Gävle                              | 2.                                 | 1500 m                             | 3:50,89 min                        |
| 2021                               | Halleneuropameisterschaften        | Toruń                              | 5.                                 | 1500 m                             | 3:39,99 min                        |

## Persönliche Bestleistungen
Freiluft
- 800 m: 1:45,77 min, 4. Juli 2021, Stockholm
- 1500 m: 3:34,62 min, 9. Juni 2021, Marseille

Halle
- 800 m: 1:47,21 min, 23. Februar 2020, Glasgow
- 1500 m: 3:36,12 min, 19. Februar 2022, Birmingham, (walisischer Rekord)

## Sonstiges
Copeland ist Absolvent der Cardiff Metropolitan University und lebt und trainiert heute in Cardiff. Er entschied sich auf nationaler Ebene für Wales an den Start zu gehen.